# Чешуегрудый крикливый пересмешник
Чешуегрудый крикливый пересмешник (лат. Allenia fusca) — певчая птица семейства пересмешниковых, единственный вид в роде Allenia.
Вид распространён на Малых Антильских островах. Ареал охватывает Антигуа и Барбуды, Барбадос, Доминика, Гренада, Гваделупа, Мартиника, Монтсеррат, Нидерландские Антильские острова, Сент-Китс и Невис, Сент-Люсия и Сент-Винсент и Гренадины. Он, возможно, исчез из Барбадоса, Барбуда и Синт-Эстатиус. Его естественной средой обитания являются субтропические или тропические сухие леса, субтропические или тропические влажные равнинные леса, субтропические или тропические сухие кустарники и деградированные леса.